# Sillar de Arequipa

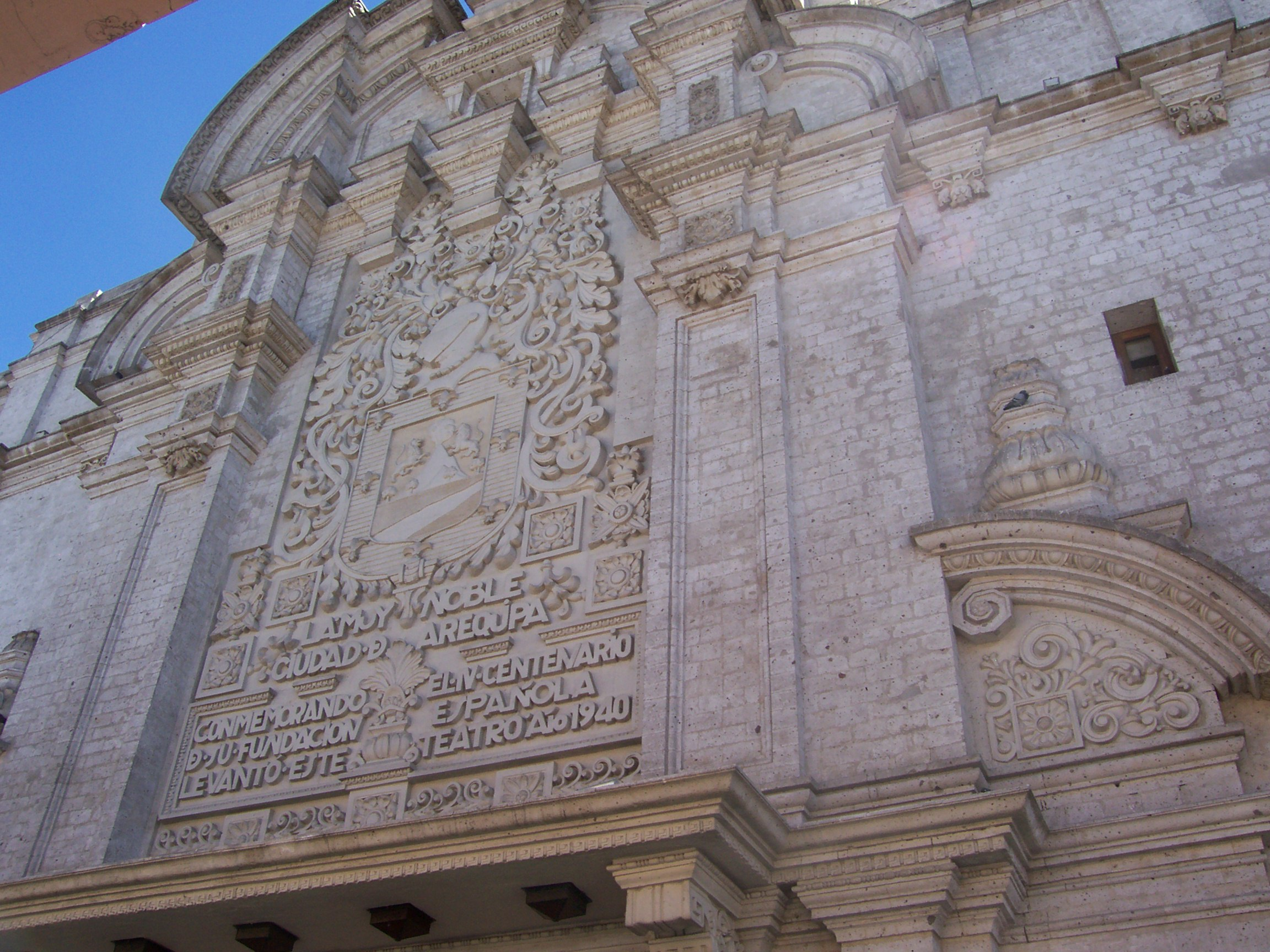
Uso arquitectónico del sillar arequipeño en construcción y arte del tallado.

El sillar de la ciudad de Arequipa (sur de Perú), es la denominación que se le da al bloque de construcción de uso típico e histórico en dicha ciudad. También se le da el nombre de sillar al material de origen volcánico del cual están hechos estos bloques: toba volcánica de la variedad ignimbrita blanca.
Los muros de sillería de las edificaciones tienen un ancho entre 50 y 90 centímetros, llegando a superar los 120 centímetros en algunas iglesias. El sillar volcánico ha sido el material preferido para la construcción durante siglos debido a su ligereza, blandura, porosidad y fácil tallado. Su uso facilitó la creatividad artística y arquitectónica, incorporando en las fachadas tanto motivos hispanos como indígenas y también forma parte de la artesanía moderna.

## Historia

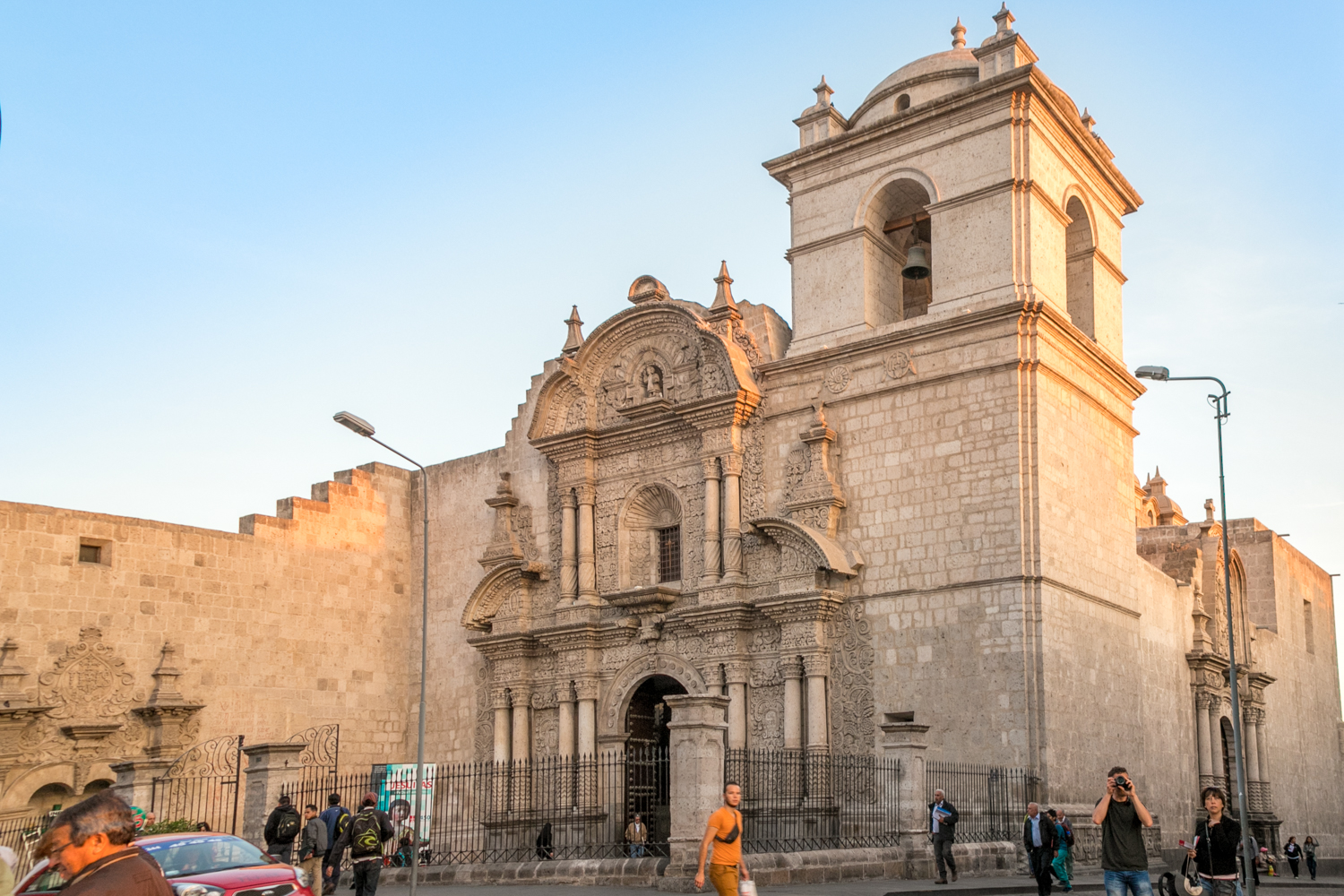
Compañía de Jesús en Arequipa, iniciada en 1590.

El sillar comienza a ser usado en Arequipa por pueblos preincaicos, tal como se observa en antiguos asentamientos wari en las cercanías del pueblo de Uchumayo. Producida la colonización española, el primer cantero fue el tallador Don Pedro de Alcaraz, quien descubrió las primeras canteras en la zona de Miraflores y luego encontró mejor material en Alto Selva Alegre. Posteriormente se descubrió la cantera de la quebrada de Añashuayco en Cerro Colorado, que es la más importante y la más antigua aún vigente.
Arquitectónicamente, el sillar se usó como el principal elemento de construcción de los siglos XVI al XIX, tal como se puede observar en el centro histórico de Arequipa. La primera obra fue el puente Bolognesi (antes puente Real) y luego se construyeron iglesias como La Merced, Santo Domingo, Compañía de Jesús y el Monasterio de Santa Catalina, usado en estructuras religiosas
.

## Origen

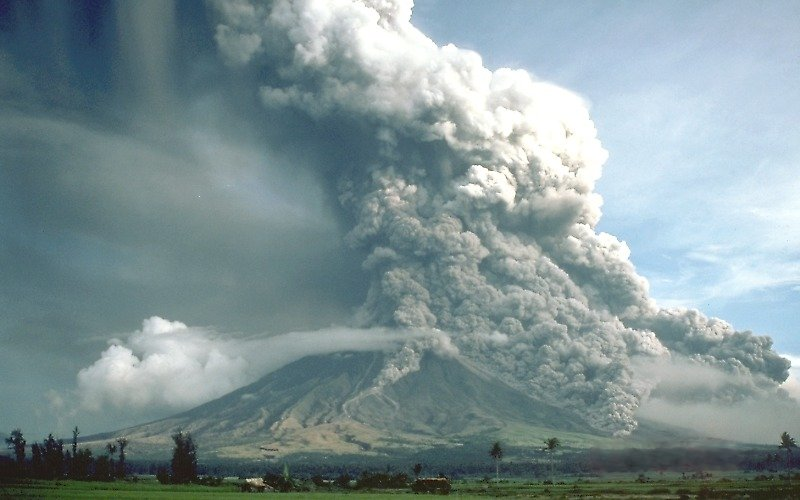
Erupción del volcán Mayón (Filipinas), mostrando flujo piroclástico en la parte inferior.

El sillar de Arequipa es de origen volcánico y procede de erupciones muy violentas que produjeron flujo piroclástico (nube ardiente) proveniente de la actividad del complejo volcánico del Chachani. Estas erupciones se habrían producido en dos fases: primero hace 13 millones de años y luego hace 2 millones de años, no pudiendo provenir del volcán Misti, ya que este inició su actividad hace aproximadamente 13 mil años. La mayor parte del material volcánico fluyó desde la zona sureste del Chachani siguiendo la parte más baja de la penillanura arequipeña, desde Cerro Colorado hasta llegar al río Chili en Uchumayo; debido a que el flujo piroclástico, a diferencia de las nubes de ceniza volcániza, es más pesado que la atmósfera y busca por gravedad las zonas bajas, discurrió principalmente por las quebradas de Añashuaico, del crucero y escalerillas, aunque también se encuentra en zonas más elevadas de la pampa del intendente y pampa estrella.

## Composición

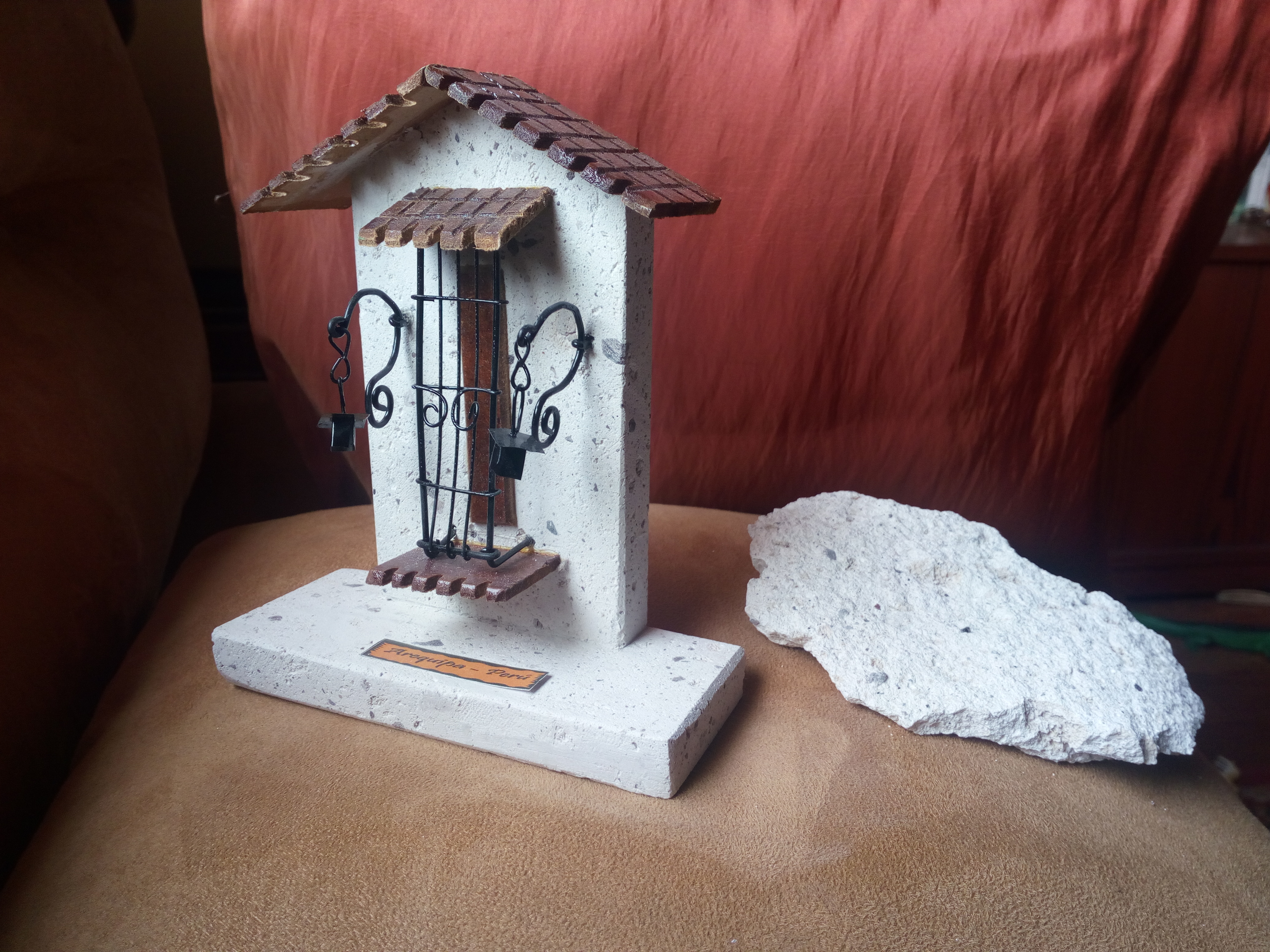
Artesanía en sillar y muestra extraída de una cantera de Cerro Colorado, Arequipa.

El sillar arequipeño es una toba o tufo volcánico blanco compacto, por lo que está constituido de fina ceniza volcánica y lapilli, que es la lava fragmentada por la explosión, también es poroso por los gases y aire atrapados. Además contiene piedra pómez y partículas vítreas, por lo que esta toba ha sido clasificada con la denominación Ignimbrita. 
Las ignimbritas son de diversa coloración, pero en Arequipa es predominantemente blanca debido a la presencia de los minerales cuarzo (vítreo transparente), plagioclasa (feldespato potásico) y pumita (piedra pómez). Estos minerales son livianos y contienen sílice, óxidos y compuestos de sodio, calcio y aluminio.
Aparte del sillar blanco está el sillar rosado (color salmón) u otros que pueden ser amarillentos o grisáceos debido a la presencia de minerales más pesados como la biotita, andesita y el óxido de hierro.